# فيليس ريد فينر
فيليس ريد فينر (بالإنجليزية: Phyllis Reid Fenner)‏ هي أمينة مكتبة وكاتِبة وأستاذة جامعية أمريكية، ولدت في 24 أكتوبر 1899 في Almond, New York ‏ في الولايات المتحدة، وتوفيت في 26 فبراير 1982.